# Viktor Pařízek
Viktor Pařízek (* 20. května 1973) je bývalý český fotbalista. Po skončení aktivní kariéry trénuje na regionální úrovni, mj. SK Český Brod a Novou Paku.

## Fotbalová kariéra
V české lize hrál za Bohemians Praha. V české lize nastoupil celkem v 11 utkáních. V nižších soutěžích hrál mj. za SK Český Brod a rezervu Bohemians.

## Ligová bilance
| Ročník                          | Zápasy | Góly | Klub            |
| ------------------------------- | ------ | ---- | --------------- |
| 1. česká fotbalová liga 1993/94 | 10     | 0    | Bohemians Praha |
| 1. česká fotbalová liga 1994/95 | 1      | 0    | Bohemians Praha |
| CELKEM                          | 11     | 0    |                 |